# Einwohnerentwicklung von Eschweiler
Bevölkerungsentwicklung und Wahlen von Eschweiler

## Tabelle zur Einwohnerentwicklung
Die folgende Tabelle enthält eine Übersicht über die Bevölkerungsentwicklung der Stadt Eschweiler in Nordrhein-Westfalen.
| Bevölkerungsentwicklung |                                                |
| Jahr                    | Einwohnerzahl                                  |
| 1533                    | 850                                            |
| 1559                    | 1.250                                          |
| 1642                    | 3.600                                          |
| 1678                    | Einäscherung                                   |
| 1680                    | 2.000                                          |
| 1790                    | 3.386                                          |
| 1800                    | frz. Mairie u. Hauptort des Kantons Eschweiler |
| 1820                    | 4.500                                          |
| 1822                    | 5.100                                          |
| 1825                    | 6.014                                          |
| 1850                    | 8.226                                          |
| 1852                    | 10.504                                         |
| 1855                    | 13.987                                         |
| 1860                    | 13.000                                         |
| 1880                    | 15.610                                         |
| 1885                    | 16.798                                         |
| 1900                    | 21.668                                         |
| 1905                    | 23.625                                         |
| 1909                    | 25.619                                         |
| 1930                    | 29.343                                         |
| 1932                    | 34.505                                         |
| 1935                    | 33.639                                         |
| 1946                    | 30.265                                         |
| 1950                    | 35.466                                         |
| 1955                    | 38.202                                         |
| 1961                    | 39.590                                         |
| 1970                    | 38.660                                         |
| 1972                    | 55.497                                         |
| 1987                    | 53.058                                         |
| 1990                    | 54.675                                         |
| 1994                    | 55.791                                         |
| 2002                    | 56.356                                         |
| 2003                    | 55.629                                         |
| 2004                    | 55.697                                         |
| 2012                    | 54.775                                         |
| 2015                    | 55.909                                         |
| 2017                    | 58.366                                         |
| 2019                    | 56.482                                         |
| 2020                    | 56.172                                         |

## Ein- und Ausgemeindungen
- Spätestens im 16. Jahrhundert kamen die drei Rodungsorte Bergrath, Röhe und Röthgen zu Eschweiler (→ Bild 1)
- 1823 wurde Eschweiler-Mühle nach Stolberg ausgemeindet
- 1859 wurden Hehlrath, Kinzweiler und St. Jöris ausgemeindet (→ Bild 2)
- 1932 wurden Hastenrath, Nothberg, Scherpenseel und Volkenrath eingemeindet
- 1935 wurden ein südlicher Bahnhof, Eschweiler-Birkengang, Eschweiler-Donnerberg, Eschweiler-Duffenter, Eschweiler-Steinbachshochwald, Eschweiler-Steinfurt und Eschweiler-Velau nach Stolberg ausgemeindet (→ Bild 3)
- 1972 wurden Dürwiß, Lohn (mit Erberich, Laurenzberg und Pützlohn) und Weisweiler (mit Hücheln und Wilhelmshöhe) eingemeindet und kam Kinzweiler (mit Hehlrath und St. Jöris) zurück[1] (→ Bild 4)
- 2004 wurde der Südteil des ehemaligen, belgischen Camp Astrid an Stolberg verkauft

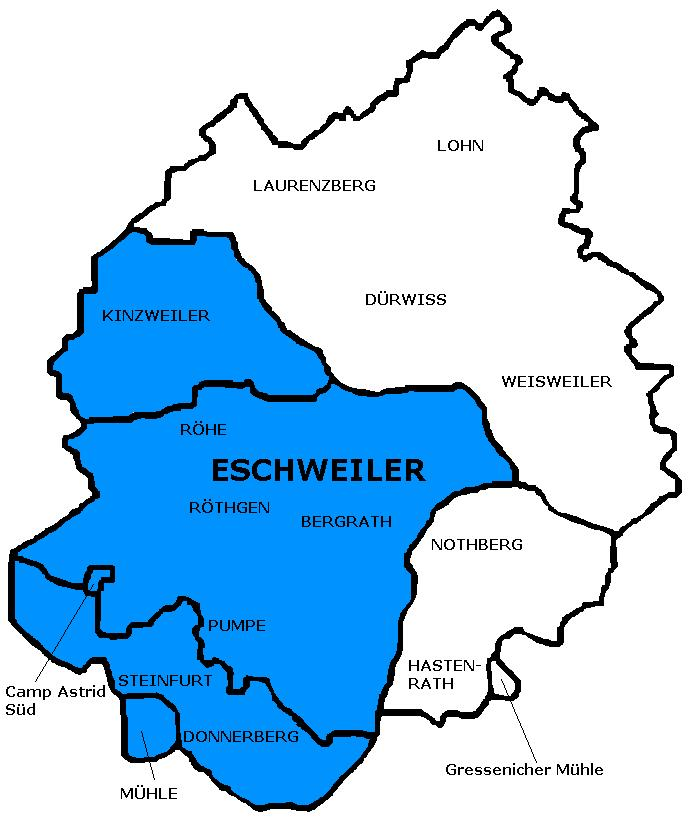
1800 bis 1823
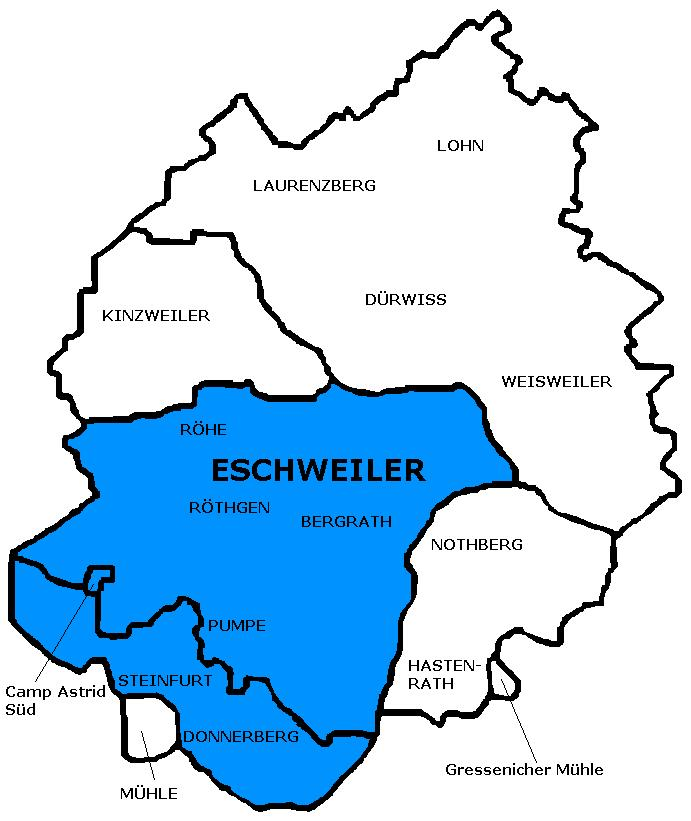
Vor 1932
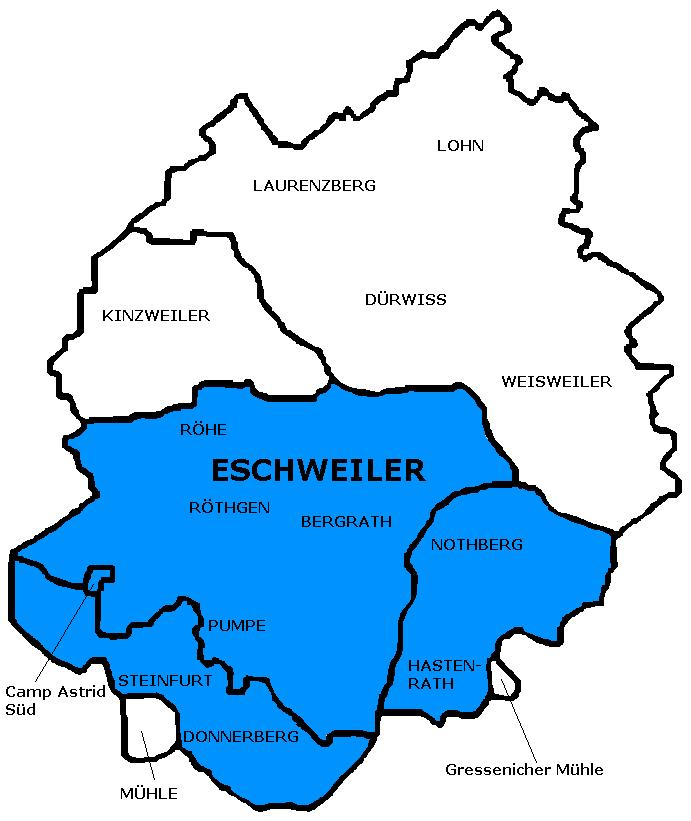
1932 bis 1935
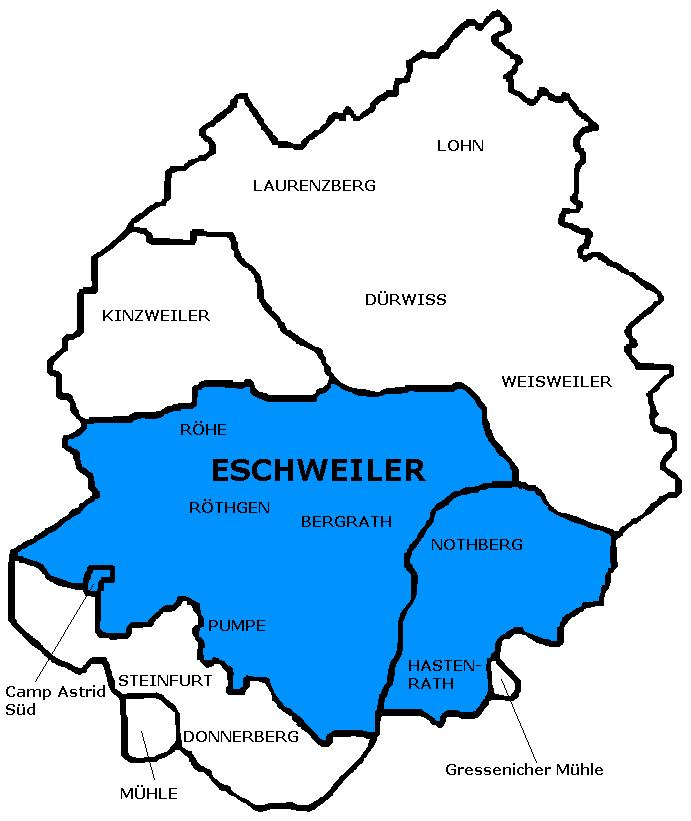
1935 bis 1972
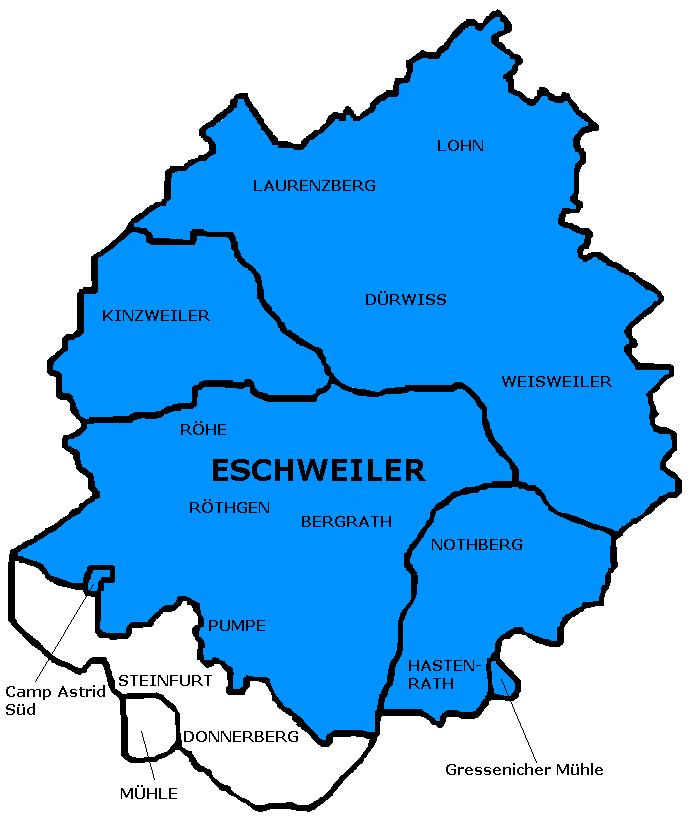
1972
Eschweiler 2006